# ناصر قدیوره
ناصر قدیوره (انگلیسی: Nacer Guedioura؛ زادهٔ ۴ نوامبر ۱۹۵۴) بازیکن فوتبال اهل الجزایر بود.
از باشگاه‌هایی که در آن بازی کرده‌است می‌توان به باشگاه فوتبال اتحاد الجزایر اشاره کرد.
وی همچنین در تیم ملی فوتبال الجزایر بازی کرده‌است.